# Aéroport de Ghriss
L'aéroport de Ghriss (code IATA : MUW • code OACI : DAOV) est un aéroport algérien à vocation nationale, situé sur la commune de Ghriss, à 4 km au sud-ouest de la ville et à 20 km environ au sud de Mascara.

## Présentation
L’aéroport de Ghriss est un aéroport civil desservant la ville de Mascara et sa région (wilaya de Mascara). 
L’aéroport est géré par l'EGSA d'Oran.

## Situation
'
| \| 100 km1:14 790 000 \| Adrar Alger Annaba Batna Béjaïa Biskra Boufarik Chlef Constantine Ghardaïa Hassi Messaoud In Amenas Jijel Oran Sétif Tamanrasset Tébessa Tlemcen Béchar Bordj Mokhtar Djanet El Bayadh El Goléa El Oued Illizi In Salah Ghriss Ouargla Tiaret Timimoun Tindouf Touggourt |
| 100 km1:14 790 000 |

Carte statique des aéroports d'Algérie.Carte dynamique des aéroports d'Algérie.

### Histoire
L'aéroport a été inauguré en 1984 par le président Chadli Bendjedid.
L'aéroport a été rouvert le 9 juillet 2011 après une fermeture de 9 ans.
En 2012, une ligne hebdomadaire entre Alger et Mascara est ouverte par Air Algérie.

## Infrastructures liées

### Pistes
L’aéroport dispose d'une pistes en béton bitumineux d'une longueur de 1 700 m.

## Compagnies et destinations
| Compagnies       | Destinations            |
| ---------------- | ----------------------- |
| Tassili Airlines | Alger-Houari-Boumédiène |

Actualisé le 31/07/2023